# Fort Lee (New Jersey)
Fort Lee – miasto (borough) w Stanach Zjednoczonych, w stanie New Jersey, w hrabstwie Bergen.